# Vlag van Kollum

Vlag van Kollum

De vlag van Kollum is de dorpsvlag van het Nederlandse dorp Kollum, in de Friese gemeente Noardeast-Fryslân. De vlag werd in de huidige vorm in 1976 geregistreerd.
De dorpsvlaggen van 14 dorpen in Kollumerland en Nieuwkruisland werden in de jaren 1969/70 tot stand gekomen in overleg met de Fryske Rie foar Heraldyk en de heren Minnema, Keune en Offringa, leden van de Geakunde Commissie van Kollumerland en Nieuwkruisland In de ontwerpperiode hebben de besturen van de Plaatselijk Belang-organisaties in elk van de dorpen, de ontwerpen besproken, en goedgekeurd of verworpen, in welk laatste geval een nieuw ontwerp werd aangeboden.

## Eerdere vlag
De vlag van Kollum dateert in ieder geval uit 1708, want in het Vlaggeboek van Gerrit Hesman staat er een afbeelding van, drie even hoge horizontale banen van rood, geel en groen. Het is niet duidelijk dat hoe lang dit in gebruik is geweest, of het buiten gebruik is gesteld, of dat was als dorpsvlag wordt geweest.

De vlag van Kollum volgens het Wapen- en Vlaggenboek van Gerrit Hesman uit 1708.

## Beschrijving
De beschrijving van de vlag is als volgt:
Banen rood-geel-groen, met op het geel een rode zespuntige ster, één punt wijzend naar de bovenzijde.
De kleuren zijn afkomstig van het dorpswapen.

## Symboliek

Ster: dit betreft een zogenaamde "leidster" welke in de Friese heraldiek verwijst naar bestuurlijk leiderschap.[4] Kollum was de hoofdplaats van de grietenij en later gemeente Kollumerland en Nieuwkruisland.